# Пінюзьке міське поселення
Піню́зьке міське поселення (рос. Пинюгское городское поселение) — адміністративна одиниця у складі Підосиновського району Кіровської області Росії. Адміністративний центр поселення та єдиний населений пункт — селище міського типу Пінюг.

## Історія
Поселення було утворене згідно із законом Кіровської області від 7 грудня 2004 року № 284-ЗО у рамках муніципальної реформи.

## Населення
Населення поселення становить 1869 осіб (2017; 1953 у 2016, 2037 у 2015, 2155 у 2014, 2222 у 2013, 2295 у 2012, 2344 у 2010, 3006 у 2002).